# 罪案現場
罪案現場亦稱案發現場（Crime scene），是指一處可能發生过罪行的地方。該地聚集有大量的物質證據，可由經過專業訓練的執法人員（如警察）以及鑑識科學人員進行证据的发掘及蒐集，例如指紋及血跡等。罪案現場亦可能是指一處存在罪案相關物質證據的地方。

## 相關參見
- 重組案情